# Cratere Brisbane
Brisbane è un cratere lunare di 44,32 km situato nella parte sud-orientale della faccia visibile della Luna.
Il cratere è dedicato all'astronomo scozzese Thomas Brisbane.

## Crateri correlati
Alcuni crateri minori situati in prossimità di Brisbane sono convenzionalmente identificati, sulle mappe lunari, attraverso una lettera associata al nome.
| Brisbane | Coordinate            | Diametro (in km) |
| -------- | --------------------- | ---------------- |
| E        | 50°15′36″S 71°24′36″E | 57,35            |
| H        | 50°22′12″S 65°07′12″E | 43,7             |
| X        | 50°34′48″S 67°58′48″E | 20,07            |
| Y        | 51°28′12″S 70°10′12″E | 16,11            |
| Z        | 52°53′24″S 72°49′12″E | 64,73            |